# Willie Watson
William Currie “Willie” Watson (23 de septiembre de 1979) es un cantautor, guitarrista, actor y miembro fundador de la banda Old Crow Medicine Show. Su álbum debut en solitario, Folk Singer, Vol. I, fue publicado en mayo de 2014, con su continuación, Folk Singer, Vol II, siguiendo sus pasos en septiembre de 2017, con Acony Records. Ha hecho apariciones en el Newport Folk Festival y otros festivales de música. Reside actualmente en el distrito de Woodland Hills de Los Angeles.

## Cine
Watson aparece como The Kid en La balada de Buster Scruggs, además de aparecer en su banda sonora, con la canción “When a Cowboy Trades his Spurs for Wings”. La canción tiene un origen peculiar. Escrita por los amigos de Watson, Gillian Welch y Dave Rawlings, Welch relata así su concepción:

Tuvimos una conversación muy simple con Joel Coen. Nos dijo: “Escuchad, por un lado está el cowboy cantante, y lleva mucho tiempo en esto. Y aquí entra el nuevo. Es más mono, más rápido, y canta mejor. Es, simplemente, superior. Es el nuevo modelo. Y viene a por él”. Y, por supuesto, lo que lo hizo extra especial es que en la pantalla, ese pistolero más joven, mejor, más rápido, iba a ser nuestro querido amigo Willie Watson.

Coen también decía lo siguiente: “Tienen que poder cantarlo juntos. Tienes que poder cantarlo una vez el otro personaje ha recibido el disparo, y está muerto, flotando hacia el cielo”. Se supone que debía ser un dueto entre cowboys cantantes, uno de los cuales está muerto.